# 巴里帕达
巴里帕达（Baripada），是印度奥里萨邦Mayurbhanj县的一个城镇。总人口94947（2001年）。

## 人口
该地2001年总人口94947人，其中男性50655人，女性44292人；0—6岁人口10031人，其中男5179人，女4852人；识字率76.97%，其中男性为82.38%，女性为70.77%。